# Liliuokalani
Liliʻuokalani (n. 2 septembrie 1838 - d. 11 noiembrie 1917)  (numită și Lydia Kamakahea, Lydia Liliʻuokalani Paki, Liliu Kamakaʻeha, Lydia Paki Kamehaka Liliʻuokalani, sau Lydia Paki Kamehamea Liliʻuokalani) a fost ultimul monarh și singura regină a Regatului Hawaii.

## Primii ani
Liliʻuokalani s-a născut la 2 septembrie 1838 și a fost fiica lui Caesar Kaluaiku Kapaʻakea și Analea Keohokālole. Potrivit tradiției hawaiene hānai, ea a fost adoptată la naștere de Abner Pākī și de soția acestuia, Laura Kōnia. Și-a petrecut copilăria studiind și jucându-se cu sora ei, Bernice Pauahi, fiica naturală a părinților adoptivi.
Liliʻuokalani a fost educată într-o școală a misionarilor americani, unde a învățat printre altele engleza și a fost  convertită la religia din biserica congregaționalistă. A urmat școala împreună cu frații ei ei mari James Kaliokalani și David Kalākaua. Liliʻuokalani a fost unul dintre cei 15 copii ai părinților ei.

## Căsătorie

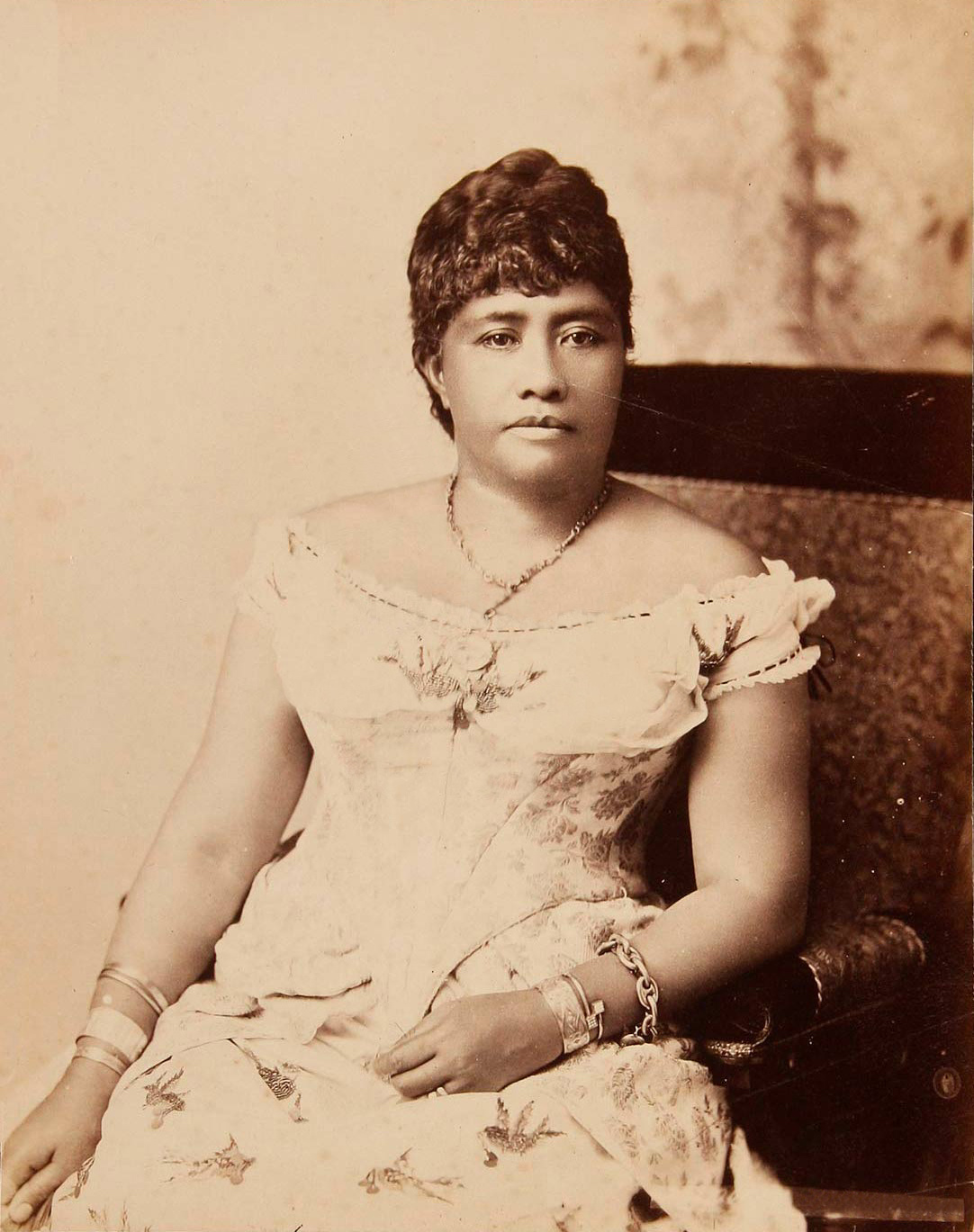
Prințesa Moștenitoare Liliʻuokalani

La 16 septembrie 1862, Liliʻuokalani s-a căsătorit cu John Owen Dominis, fiu al unui căpitan de mare și oficial al guvernului hawaian, care a devenit guvernator al Oʻahu și Maui. Mariajul cu Dominis a fost unul nefericit. El a fost infidel și a avut numeroase aventuri, fapte pe care prietenii de familie și medicul regal au încercat să i le ascundă, însă în 1882, dr. Torusseau a informat-o că una din slujitoarele ei era însărcinată cu soțul ei. 
Prima reacție a lui Liliʻuokalani a fost să pretindă că acel copil este al ei, făcându-l moștenitor al tronului, pentru ca soțul ei să nu se simtă jenat. Ea a înțeles că acest lucru era ilegal și că ar submina integritatea monarhiei dar a vrut să-și protejeze soțul.
Liliʻuokalani a avut trei copii hānai: Lydia Kaʻonohiponiponiokalani Aholo; Kaiponohea ʻAeʻa și John Aimoku Dominis, fiul nelegitim al soțului ei.

## Prințesă Moștenitoare

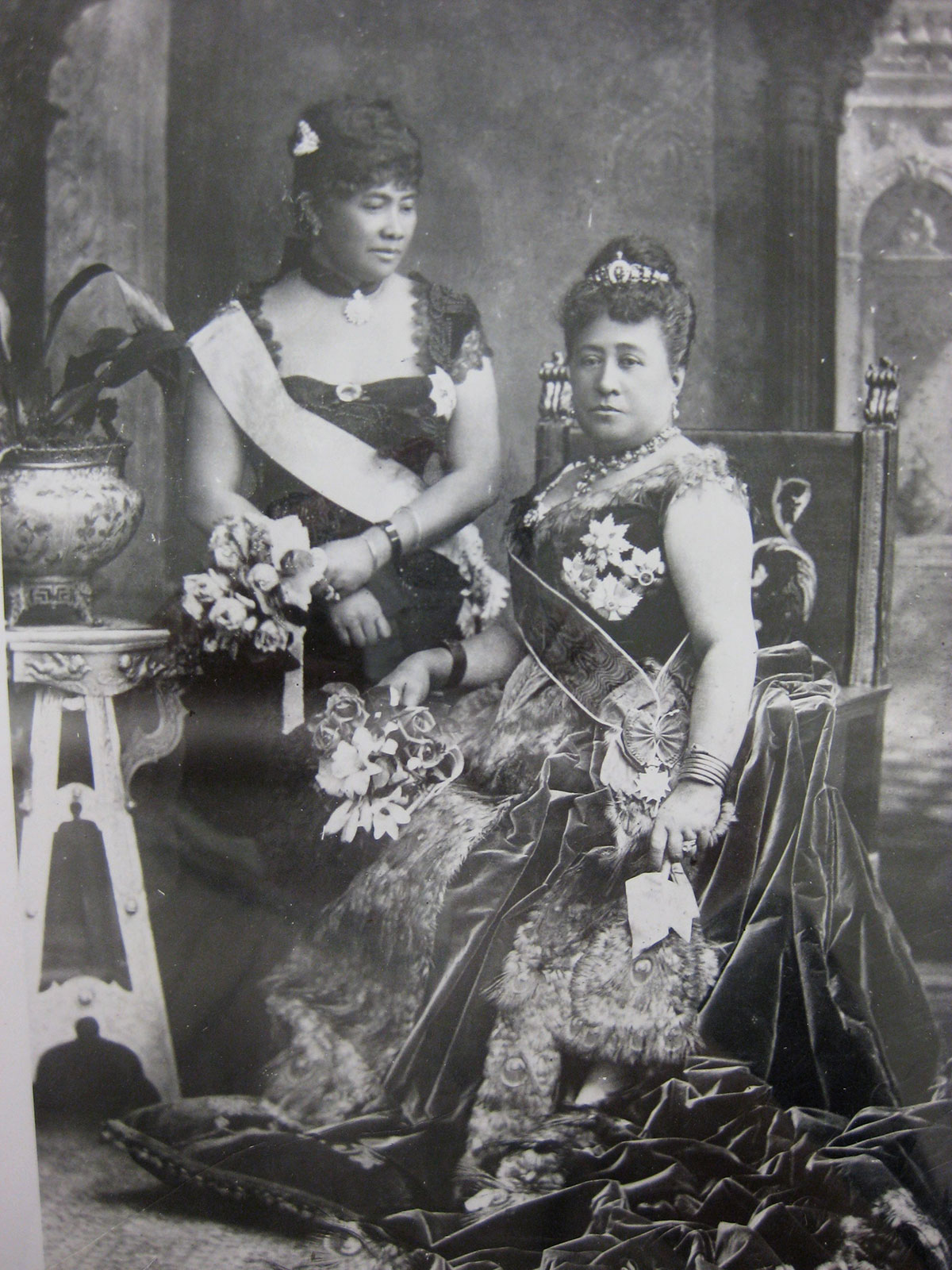
Liliʻuokalani și regina Kapiolani la Jubileu de Aur al reginei Victoria.

În 1874, Lunalilo, care a fost ales să-i succeadă regelui Kamehameha al V-lea la tronul hawaian, a murit fără moștenitori. În alegerile care au urmat, fratele lui Liliʻuokalani, David Kalākaua, a candidat împotriva Emmei, regina văduvă a lui Kamehameha al IV-lea. În cearta care a izbucnit între familia Kalākaua și Ema, Liliʻuokalani s-a situat de partea familiei și când fratele ei a fost declarat rege, între cele două dinastii s-au dezvoltat mari tensiuni.
După ascensiunea sa, Kalākaua a acordat titluri regale fraților săi: prințesa Liliʻu, prințesa Likelike iar pe fratele său William Pitt Leleiohoku l-a numit prinț moștenitor și moștenitor al tronului. William Pitt Leleiohoku a murit însă în 1877 fără moștenitori. Regatul Hawaii nu urma monarhiile europene stabilind o linie de succesiune; moșteniorii erau născuți legal sau aleși și aprobați de legislativ. Kalākaua a vrut să mențină tronul în cadrul familiei sale imediate așa că a ales rept moștenitor pe una dintre surori. La 10 aprilie 1877 în sunete de tunuri s-a anunțat că Liliʻu este desemnată noua moștenitoare a tronului și a primit titlul de prințesă moștenitoare și numele de Liliʻuokalani dat de fratele ei care credea că numele de naștere nu era suficient de regal pentru o viitoare regină. Unul dintre primele ei acțiuni în calitate de prințesă moștenitoare a fost să facă un tur al insulei împreună cu soțul ei, sora și cumnatul ei.
În aprilie 1887, Kalākaua a trimis o delegație să participe la Jubileul de Aur al reginei Victoria a Regatului Unit. În timp ce era în excursie, Liliʻuokalani a învățat constituția pe care Kalākaua a fost obligat s-o semneze sub ameințarea cu moartea. A fost atât de supărată încât a anulat restul turneului european și s-a întors imediat la Hawaiʻi.

## Domnie

Liliʻuokalani a moștenit tronul de la fratele ei Kalākaua la 29 ianuarie 1891, devenind prima femeie care ocupă un astfel de post. Imediat a numit-o moștenitoare a tronului pe nepoata ei, Kaʻiulani. La scurt timp după urcarea pe tron, a început să primească petiții de la poporul ei prin intermediul celor două partide politice majore ale timpului, Hui Kala'aina și Partidul Național de Reformă.
Crezând că avea sprijinul cabinetului său și că ignorarea unei astfel de solicitări generale de la oamenii ei ar fi fost împotriva voinței populare, ea a vrut să abroge constituția existentă din 1887, și să elaboreze o nouă constituție care ar restabili puterea de veto a monarhiei și drepturi de vot pentru nativii hawaiani și asiatici. Elaborarea noii constituții a fost cauza răsturnării regatului hawaiian.
Amenințați de propunerea reginei asupra noii constituții, oamenii de afaceri americani și europeni au organizat destituirea reginei afirmând că regina "practic a abdicat" refuzând constituția din 1887. Cei care aveau interese de afaceri din interiorul regatului au fost de asemenea supărați de ceea ce au numit "proastă guvernare" precum și de eliminarea din SUA a tarifelor străine pentru comerțul cu zahăr din Hawaii în timpul "tarifului McKinley". Tariful elimina statutul de favorit pentru zahărul hawaian garantat de tratatul de reciprocitate din 1875.
La 14 ianuarie 1893, un grup alcătuit din americani și europeni au format un Comitet de Siguranță încercând să răstoarne regatul Hawaii, să o detroneze pe regină și să caute anexarea la Statele Unite ale Americii. Lovitura de stat s-a desfășurat și la 17 ianuarie 1893 Comitetul de siguranță și-a exprimat îngrijorarea pentru siguranța și proprietatea cetățenilor americani. Ca răspuns, guvernul SUA a convocat o companie de pușcași marini americani din Boston și două companii ale marinei americane pentru a lua poziții.
La 17 ianuarie 1893, regina a renunțat la tron anunțând că motivul a fost de a "evita orice coliziune a forțelor armate, și, probabil, pierderile de vieți omenești."